# Колібрі-білозір чагарниковий
Колі́брі-білозі́р чагарниковий (Calothorax pulcher) — вид серпокрильцеподібних птахів родини колібрієвих (Trochilidae). Ендемік Мексики.

## Опис
Довжина птаха становить 7,7-9 см, вага 2,2-3,1 г. У самців передня частина голови тьмяно-зелена, верхня частина тіла бронзово-зелена з металевим відблиском. Хвіст довгий, роздвоєний, дві центральні пари стернових пер металево-бронзово-зелені, решта стернових пер бронзово-чорнічорні. На горлі широкий пурпуровий, райдужний "комір", з боків і знизу окаймлений вузькими білими смугами, які ідуть до очей. Груди сірувато-білі, боки металево-бронзово-зелені, нижні покривні пера хвоста білі. Дзьоб довгий, вигнутий, чорний.
У самиць верхня частина тіла така ж, як у самців, тім'я у них більш тьмяне. Райдужна пляма на горлі у них відсутня, нижня частина тіла блідо-сірувато-охриста, боки коричнювато-охристі. Хвіст коротший, ніж у самців, округлий, дві центральні пари стернових пер металево-бронзово-зелені, решта стернових пер чорні, біля основи світло-рудувато-коричневі, дві крайні пари також мають світлі кінчики.

## Поширення і екологія
Чагарникові колібрі-білозори мешкають на півдні центральної Мексики, від центрального Герреро і південної Пуебли на південь до Оахаки. Вони живуть в сухих чагарникових заростях, в ріддколіссях і галерейних лісах, переважно в долинах. Зустрічаються на висоті від 1000 до 2000 м над рівнем моря. Ведуть переважно осілий спосіб життя. однак в районі перешийка Теуантепек під час негніздового періоду трапляються на рівні моря.
Чагарникові колібрі-білозори живляться нектаром різноманітних квітучих трав'янистих рослин, чагарників, кактусів і невисоких дерев, зокрема Erythrina, Salvia, Agave, Castilleja, а також дрібними комахами, яких ловлять в польоті. Гніздяться з травня по листопад. В цей період самці виконують демонстраційні польоти, приваблюючи самиць. Гніздо чашоподібне, робиться з рослинного пуху і павутиння. В кладці 2 яйця. Інкубаційний період триває 15-16 днів, пташенята покидають гніздо через 19-22 дні після вилуплення.

## Збереження
МСОП класифікує цей вид як такий, що не потребує особливих заходів зі збереження. За оцінками дослідників, популяція чагарникових колібрі-білозорів становить від 20 до 50 тисяч дорослих птахів.